# Эузебио, Леандро
Леандро Эузебио (порт. Leandro da Fonseca Euzébio; 11 августа 1988, Кабу-Фриу, Бразилия), более известный как Леандро Эузебио (порт. Leandro Euzebio) — бразильский футболист, защитник клуба « Сержипи».

## Карьера
Леандро — воспитанник клуба «Флуминенсе». В 2001 году игрок дебютировал в основной команде клуба, но в 2002 году покинул клуб. Новым клубом футболиста стал «Рио-дас-Острас», в котором также играл один год, отправившись в «Бонусессо». В 2004 году перешел в «Америка Минейро», но не сыграл ни одного матча в чемпионате. Пробыв полгода в «Кабофриэнсе», перешел в «Крузейро», за который играл пять лет, периодически уходя в аренду в несколько клубов: «Наутико Ресифи» в 2006 году, японский клуб «Омия Ардия» в 2007—2008 году и другие.